# Félix Guattari
Pierre-Félix Guattari (Villeneuve-les-Sablons, 30 marzo 1930 – Cour-Cheverny, 29 agosto 1992) è stato uno psicanalista, filosofo, semiologo e politico francese.
È noto soprattutto per le sue collaborazioni intellettuali con Gilles Deleuze, che diedero luogo a celebri opere a quattro mani, quali L'Anti-Edipo (1972) e Millepiani (1980). Fu fondatore della schizoanalisi, dell'ecosofia e con Deleuze della nomadologia. Appartenne alla corrente dell'antipsichiatria.

## Biografia
Giovane studente di medicina, indirizzato verso farmacia, viene attratto molto presto dalla psichiatria e se ne interessa in modo approfondito ma, per ragioni ideologiche, decide di non specializzarsi. In seguito diviene psicanalista presso la scuola di Jacques Lacan e aderisce alla Scuola Freudiana di Parigi.
Militante politico di orientamento comunista, viene allontanato dal Partito Comunista Francese per le sue posizioni estremiste e antistaliniste e diviene redattore di "La voie communiste", bollettino di opposizione della sinistra.
Come psicanalista, fu esponente del movimento dell'antipsichiatria. Nel 1953, insieme a Jean Oury e altri - e in continuità con l'esperienza di François Tosquelles che pose le basi della "Psicoterapia Istituzionale" nell'ospedale di Saint-Alban - fondò la Clinica psichiatrica per psicotici di La Borde a Cour-Cheverny dove lavorò per quarant'anni sino alla morte nel 1992.
Come psicanalista e filosofo, ma anche come militante politico, Guattari giunse alla notorietà soprattutto per il sodalizio dopo il maggio 1968 con Gilles Deleuze, filosofo esponente della "renaissance nietzschenne", con il quale scrisse nel 1972 "L'Anti-Edipo. Capitalismo e schizofrenia", un testo in cui gli Autori accusano la psicoanalisi, di "familiarismo", ovvero di ripiegare il desiderio sul cosiddetto "romanzo familiare" con la pretesa reificazione della metafora dell'Edipo.
Nel 1987 fonda la rivista "Chimères - Revue des schizoanalyses".
Morì nel 1992 a 62 anni per una crisi cardiaca.

## Filosofia

### Capitalismo e schizofrenia
La psicoanalisi è la stessa storia dell'economia politica come la vede Marx: Adam Smith e Ricardo scoprono l'essenza della ricchezza come lavoro che produce e non smettono di ri-alienarla nella rappresentazione della proprietà.»
(Felix Guattari, "Una tomba per Edipo")
In un'intervista di presentazione del loro lavoro, lo psicoanalista e il filosofo dissero: "Abbiamo scritto L'Anti-Edipo in due. Poiché ciascuno di noi era parecchi, si trattava già di molta gente".

Questo libro fin dal suo apparire ha suscitato, e questo è senz'altro uno dei suoi principali meriti, un dibattito vivacissimo.

Sul banco degli imputati veniva posta la psicoanalisi, tutte le scuole della psicoanalisi, nessuna esclusa, ma soprattutto la psicoanalisi di matrice freudiana. E, per far questo, Deleuze e Guattari mirano al nucleo centrale fondante la scienza psicoanalitica: il complesso di Edipo scoperto da Freud per autoanalisi e in seguito formulato come teoria generale.

E a proposito della vicenda edipica svolta da Jung, se da un lato trova il consenso del duo psicoanalista/filosofo, dall'altro non viene risparmiato alle loro critiche: "Jung ha dunque assolutamente ragione nel dire che il complesso di Edipo significa tutt'altro da sé, e che la madre è anche la terra, e l'incesto, una rinascita infinita (il suo torto è solo di credere di «superare» in tal modo la sessualità)."

La stessa cosa dicasi per la teoria del transfert: "Quando si parla della rottura Freud-Jung si dimentica troppo spesso il punto di partenza modesto e pratico: Jung notava che lo psicoanalista nel transfert appariva spesso come un diavolo, un dio, uno stregone, e che i suoi ruoli andavano singolarmente al di là delle immagini parentali. Tutto è peggiorato in seguito, ma il punto di partenza era buono."

Dopo la parte critica della psicoanalisi strumento di difesa del capitalismo e repressore sofisticato del desiderio rivoluzionario, ma anche della schizofrenia come tentativo rivoluzionario sì ma fallimentare, passando alla parte propositiva espongono il loro progetto che svilupperanno nei libri seguenti ("Millepiani",1980, II volume di "Capitalismo e schizofrenia") della fondazione di una nuova psicoanalisi che denominano "schizoanalisi" il cui compito è quello di fare in modo che il processo schizofrenico di fuga del desiderio dalla sua riduzione/repressione nella struttura edipica non incorra più in quel limite che costituisce anche il suo fallimento: la schizofrenia non come processo ma come malattia mentale.
Per Deleuze/Guattari questo loro progetto costituisce anche un modo per aiutare la psicoanalisi stessa a liberarsi dalle sue collusioni con il Capitale/Edipo e a ritrovare i suoi primitivi intenti sovversivi a livello della micropolitica del desiderio per ridurre il microfascismo e attuare la rivoluzione molecolare quale prospettiva rivoluzionaria della liberazione del desiderio che è creatore di un nuovo ordine altro dai modelli rivoluzionari che puntavano alla presa del potere statale affermatisi nel secolo scorso e agli inizi del Novecento.
È questo concetto della rivoluzione che fa dire a Guattari: "...io sono di un'euforia completa per quanto riguarda il processo rivoluzionario, perché al limite anche se non ci saranno dei rivoluzionari, se non ci sarà un movimento rivoluzionario, ci sarà comunque la rivoluzione. Una ragione in più per farla.". Infatti "La rivoluzione sociale a venire sarà anche molecolare, oppure non sarà".
E per ritornare al loro "aiutare" la psicoanalisi:

("Il capitale mondiale integrato", 1982))
Siccome, molti, all'uscita de "L'Anti-Edipo" hanno equivocato il discorso degli autori e l'hanno affrettatamente definito come un'apologia irresponsabile della schizofrenia come attitudine rivoluzionaria, val la pena di citare un brano di Guattari tratto da un'intervista in cui gli veniva chiesto:

"Vi si dirà forse che voi valorizzate la schizofrenia in modo romantico e irresponsabile. Ed anche che avete la tendenza a confondere il rivoluzionario con lo schizofrenico."

Al che, nella risposta, Guattari precisa:

"Noi poniamo un problema semplice come quello che William S. Burroughs ha proposto sulla droga: è possibile captare la potenza delle droghe senza drogarsi, senza farsi come uno straccio d'uomo drogato? È la stessa cosa per la schizofrenia."

#### Doppio legame e schizofrenia
Di rilievo all'interno de "L'Anti-Edipo", che va inteso però come essi hanno specificato nel senso di "Anedipo" cioè "privo di Edipo", è la loro critica alla rivoluzionaria teoria del doppio legame, elaborata negli anni Sessanta dal pensatore Gregory Bateson e dalla scuola di Palo Alto in California che nel frattempo era divenuto il nucleo centrale delle elaborazioni di una nuova generazione di psichiatri che venivano ormai chiamati antipsichiatri per il loro porsi come nuova psichiatria alternativa alla psichiatria tradizionale ritenuta disumanizzante in quanto trattante la persona come un oggetto. Questa nuova generazione di operatori sanitari dei manicomi proprio in quegli anni intorno al sessantotto veniva creando nuove comunità psicoterapeutiche dove talvolta medici infermieri e pazienti si costituivano in veri comitati di autogestione che in alcuni casi sembravano assomigliare a vere e proprie comuni anarchiche dell'istituzione psichiatrica per il clima di libertà che in essi si respirava.

Gli autori dell'Anti-Edipo tuttavia non sono così entusiasti della teoria del doppio legame come invece, per esempio, Ronald David Laing e David Cooper e le altre comunità antipsichiatriche che a loro facevano riferimento. Per Deleuze-Guattari, infatti, ci vuol ben altro che un doppio legame per produrre la schizofrenia. Del resto, essi osservano, il doppio legame pervade completamente l'intera struttura sociale: chi non è vittima o artefice di doppi legami? Ciò tuttavia non produce in tutti la schizofrenia. Il doppio legame pertanto non spiega la schizofrenia, che invece è una strategia del desiderio rivoluzionario, una "linea di fuga", per usare il linguaggio dei due filosofi-psicoanalisti. Una strategia che, senza avere un'idea romantica della schizofrenia, malgrado gli intenti rivoluzionari della suddetta strategia talvolta è fallimentare producendo solo un matto da manicomio.

## Critiche dalle scienze "dure"
Nel 1997, i fisici A. Sokal e J. Bricmont dedicarono un capitolo del loro libro Impostures intellectuelles all'utilizzo maldestro e incauto che Guattari fece della matematica e della fisica in alcuni degli scritti che, da solo o in collaborazione con Gilles Deleuze, lo resero famoso a partire dai tardi anni Sessanta. Gli autori illustrano (cfr. ad esempio le pagg. 154-168 della prima edizione americana) l'imprecisione e la confusione nell'utilizzo di termini fisici o matematici (come funzione, ascissa, caos, infinito, velocità, costante universale, cardinali transfiniti, teoremi di Gödel, geometria riemanniana, ...) e la quasi completa mancanza di chiarezza nel collocare quei concetti, vuoi in senso letterale vuoi anche solo metaforicamente, nei contesti in corso di trattazione. Gli autori chiariscono ad un lettore con un discreto grado di conoscenze matematiche perché l'impiego di tali concetti e praticamente privo di senso, sfiorando il ridicolo , nell'utilizzo che ne fa Guattari.

## Opere

### Scritti
- Una tomba per Edipo. Psicoanalisi e transversalità, 1972; a cura di Luisa Muraro, Bertani, Verona 1974
- Desiderio e rivoluzione, 1977; a cura di Paolo Bertetto, Squilibri, Milano 1977
- La rivoluzione molecolare, 1977; trad. Bruno Bellotto, Anna Rocchi Pullberg e Alfredo Salsano, Einaudi, Torino 1978
- L'inconscio macchinico, 1979
- Il capitale mondiale integrato, 1982; trad. Franco Berardi, Cappelli, Bologna 1982
- Cartografia schizoanalitica, 1989
- Les trois écologies, Paris: Galilée 1989;
  - trad. it. di Riccardo d'Este, Le tre ecologie, Casale Monferrato: Sonda 1991.
- "Introduzione all'edizione italiana", in Le tre ecologie, Casale Monferrato: Sonda 1991, pp. 7-9.
- Ritournelles (1991), Paris: Lume 2017;
  - trad. it. di Aria Gremizzi, Ritournelles, Milano-Udine: Mimesis 2008.
- Caosmosi, trad. Massimiliano Guareschi, Costa & Nolan, Genova 1996.
- La philosophie est essentielle à l'existence humaine, entretien avec Antoine Spire, 2002.
- Les Années d'hiver 1980-1985, Paris: les Prairies ordinaires 2009.
- Architettura della sparizione, Mimesis, 2013, ISBN 9788857558912
  - Titoli originali: Les machines architecturales de Shin Takamatsu, in Chimeres, n. 21, inverno 1994, pp. 127-141 e L’énounciation architecturale in Id., Cartographies schizoanalitiques, Paris, Galìlée, 1989, pp. 291 - 301

### Scritti con Gilles Deleuze
- L'Anti-Edipo (vol. 1 di Capitalismo e schizofrenia, 1972), trad. Alessandro Fontana, Einaudi, Torino 1975
- Kafka. Per una letteratura minore, 1975, trad. Alessandro Serra, Feltrinelli, Milano 1975; Quodlibet, Macerata 1996
- Millepiani (vol. 2 di Capitalismo e schizofrenia, 1980), trad. Giorgio Passerone, Ist. Enciclopedia Italiana, Roma 1987; Castelvecchi 1996-97 (in 4 voll.) e 2003
- Che cos'è la filosofia?, 1991; a cura di Carlo Arcuri, Einaudi, Torino 1996

### Scritti con Antonio Negri
- Le verità nomadi. Per nuovi spazi di libertà, trad. Gioacchino Lavanco, Pellicani, Roma 1989.